# Podzámecká zahrada

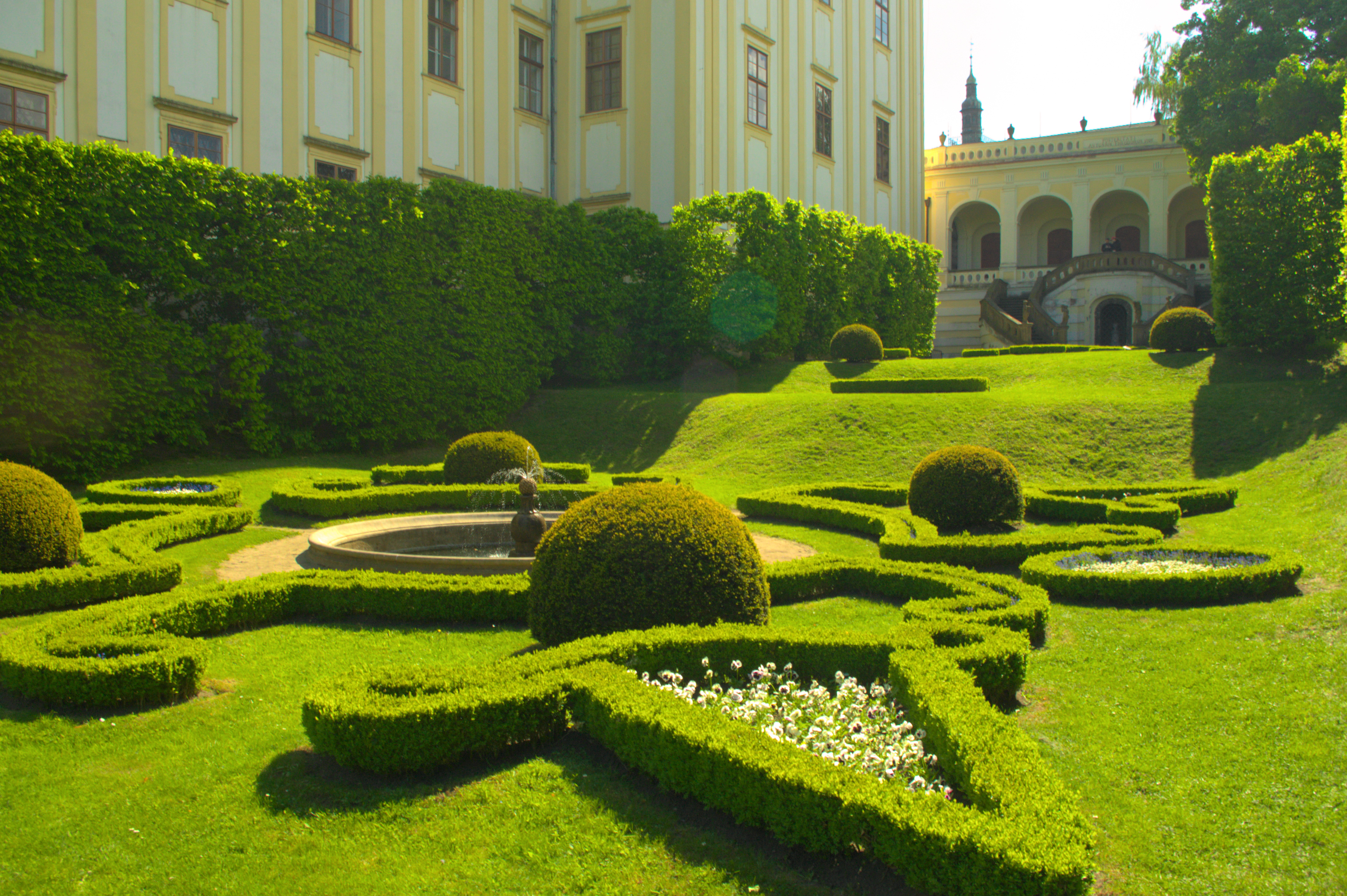
Zahradní úprava

Podzámecká zahrada (lidově Podzámka) je větší z „arcibiskupských zahrad“ v Kroměříži. Společně s menší Květnou zahradou a Arcibiskupským zámkem je od roku 1995 národní kulturní památkou a od roku 1998 položkou na Listině světového přírodního a kulturního dědictví UNESCO. Je také součástí Městské památkové rezervace Kroměříž. Přírodně-krajinářský park ve stylu anglických zahrad se rozkládá na ploše 64 ha mezi zámkem a řekou Moravou. Romantický vzhled dotváří síť vodních kanálů a rybníků, řada drobných staveb i sochařská výzdoba.
Zahrada zahrnuje rozsáhlé, z větší části udržované travnaté plochy i unikátní sbírku stromů. Je zde vysázeno přes 200 druhů vzácných stromů z různých částí Evropy, Ameriky i Asie. Mimo to je v zahradě chován i omezený počet živočichů (exotické ptactvo, primáti, kopytníci) a hnízdí tu volně žijící ptactvo. Podzámecká zahrada je volně přístupná veřejnosti po celý rok.

## Historie
Podzámecká zahrada je nedílnou součástí zámku a její nejstarší část byla zřízena pravděpodobně již v 1. polovině 16. století za biskupa Stanislava Thurza. První písemné zprávy i vyobrazení pocházejí z konce 16. století. Šlo o smíšenou, užitkovou i okrasnou zahradu. K výrazné změně došlo po roce 1664 za biskupa Karla II. z Lichtenštejna-Kastelkornu, kdy zahrada dostala raně barokní formu. Podle projektu architekta Filiberta Lucchese a jeho následovníka Giovanniho Pietra Tencally byla zrušena stará užitková zahrada a rozšířena okrasná část s ústředním broderiovým parterem, fontánou a sochami. Zahrada byla bezprostředně propojena se zámkem, kde byla v suterénu zřízena salla terrena. Koncem 18. století arcibiskup Colloredo-Waldsee přistoupil k úpravám zahrady v duchu osvícenství, přitom však kontinuálně navázal na původní řešení. K severnímu křídlu zámecké budovy nechal přistavit kolonádu s přilehlou květinovou terasou (giardino secreto). Areál byl rozšířen o vodní kanál s topolovou alejí a vyzdoben mnoha drobnými stavbami a objekty pro zábavu a potěšení návštěvníků (altány, houpačky, umělá zřícenina s vodopádem apod.).

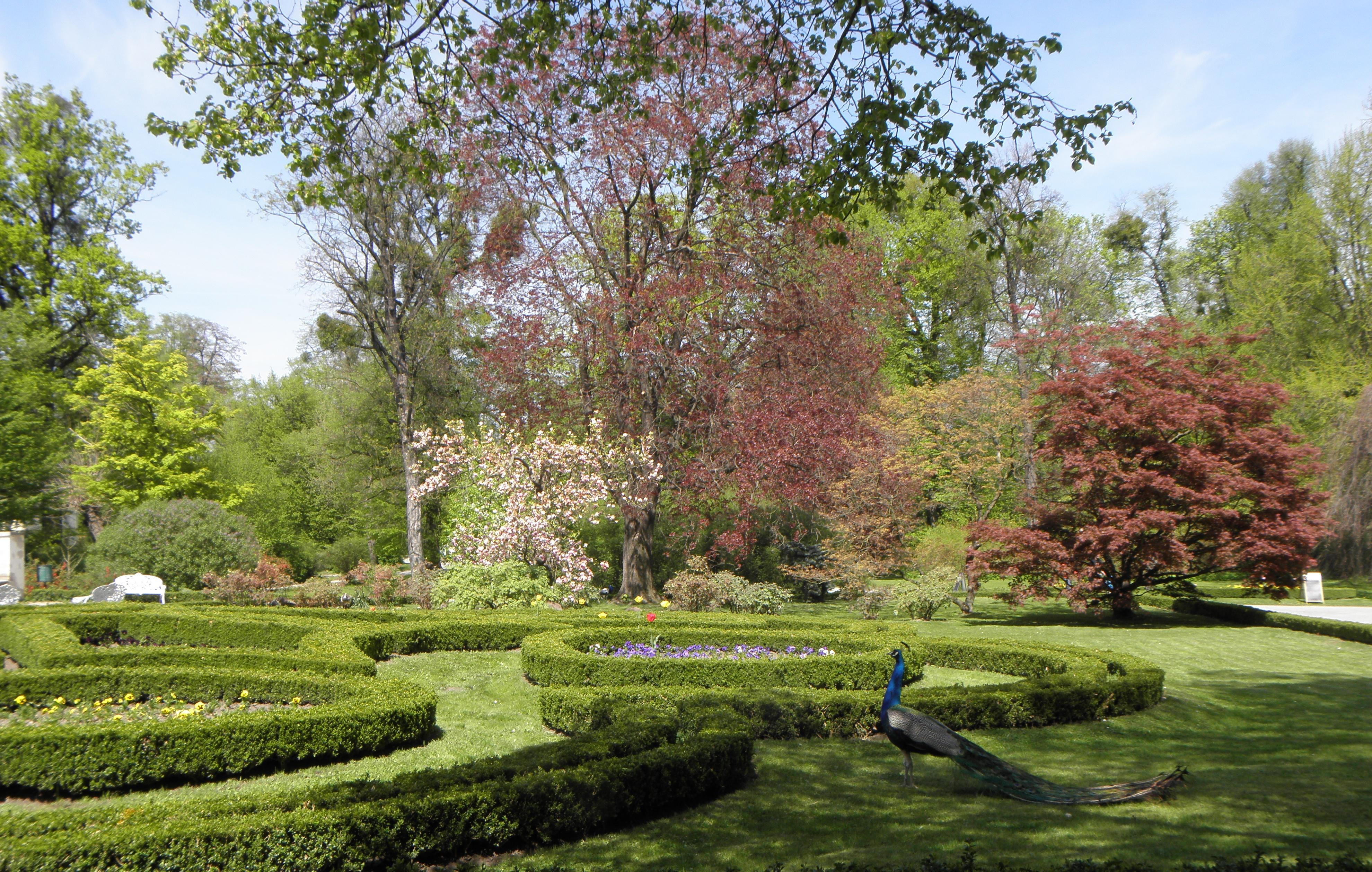
Romantický park s pávy

Přeměna zahrady na přírodně-krajinářský park se datuje od r. 1832 s nástupem arcibiskupa Ferdinanda Chotka a jeho zahradního architekta Antona Archeho. Barokní parter se změnil na velkou travnatou plochu lemovanou vzrostlými stromy a keři zakončenou velkým jezírkem (dnes Chotkův rybník). Byla vytvořena malebná zákoutí a scenérie kolem původních i nově postavených drobných staveb. Z barokní sochařské výzdoby bylo ponecháno jen torzo. Nezměněna zůstala jen Colloredova kolonáda a giardino secreto. Byl postaven velký skleník pro 5 až 6 tisíc středně velkých květin. Po Chotkově smrti (r.1836) pokračoval v úpravách parku a jeho rozšiřování arcibiskup Maxmilián Sommerau-Beckh. V nové části parku byl postaven Maxmiliánův dvůr-stáje a zázemí pro chov dobytka, Pompejská kolonáda, byla upravena síť vodních cest s novými můstky a Rybářským pavilonem. Byl založen nový Divoký rybník, na jehož břehu byl vystavěn dřevěný pavilon (Mandarinův dům). Vodní plochy byly využívány také k chovu ptactva a dalších živočichů. Během tohoto období zaznamenala zahrada největší rozkvět a získala současné uspořádání i rozlohu více než 60 ha.
Ve 2. polovině 19. století za arcibiskupa Bedřicha z Fürstenbergu se celková krajinářská koncepce Podzámecké zahrady nezměnila. Pozornost byla věnována stavebním úpravám již existujících objektů jako Paví dvůr, Rybářský pavilon nebo Pompejská kolonáda, vybudováno bylo velké kamenné schodiště po straně zámku, umožňující vstup do zahrady z náměstí. Na uměle utvořeném ostrově Divokého rybníka byla zřízena další stavba v čínském stylu (Čínský pavilon). Velká pozornost byla v tomto období věnována obohacení sortimentu porostů. Dobové prameny uvádějí až 235 druhů stromů.
Na počátku 20. století byla zahrada oblíbeným místem procházek a odpočinku pro návštěvníky i obyvatele města. V souvislosti s regulačními úpravami toku řeky Moravy se rozloha parku opět zvětšila. Část Mlýnského náhonu se proměnila ve slepé rameno a došlo k výraznému poklesu hladiny spodní vody, což nepříznivě ovlivnilo vodní poměry Podzámecké zahrady. Během 2. světové války vyhořel Archeho skleník, na jehož místě byl později vybudován zoo koutek.
Na přelomu druhého tisíciletí postihly Podzámeckou zahradu dvě přírodní katastrofy. V roce 1997 to byla povodeň a v roce 2001 větrná smršť, při nichž bylo zničeno více než 400 vzrostlých dřevin.
V rámci projektu Národního centra zahradní kultury při NPÚ je věnována pozornost obnově a péči o areál Podzámecké zahrady. V první etapě realizace projektu bylo v r. 2012 vybudováno nové zahradnické zázemí, které je tvořeno několika dřevěnými objekty rozmístěnými kolem centrálního dvora. Novostavba získala čestné uznání v Grand Prix České komory architektů.

## Stavby v Podzámecké zahradě

### Salla terrena
Vznikla v letech 1686–1695 podle návrhu Giovanniho Pietra Tencally. Je situována v suterénních prostorách zámku a bezprostředně navazuje na okrasnou část zahrady. Tvoří ji tři bohatě zdobené klenuté místnosti a dvě okrajové grotty. Otcem ideové koncepce výzdoby byl pravděpodobně Antonín Lublinský. Na štukové výzdobě pracoval Baldassare Fontana, nástěnné malby provedl Paolo Pagani. Autory sochařské výzdoby byli Jean Baptiste Dieussart a Tommaso Rues. Severní Apollónova grotta je pojata v antickém duchu, protilehlá grotta představuje středověký rudný důl. Místnosti s výhledem do zahrady sloužily k odpočinku a pořádání kulturních produkcí. V letní jídelně se podávalo občerstvení pro zámecké hosty.

### Colloredova kolonáda
Byla přistavena k severnímu křídlu zámku v r. 1795–99 za arcibiskupa Colloredo-Waldsee a původně sloužila jako soukromý vstup do zahrady přímo ze zámku. Z arkádové chodby vede dvouramenné schodiště ozdobené sochami na terasovou zahradu s fontánou a bohatou květinovou výzdobou (giardino secreto). V roce 1973 byly do kolonády umístěny lunety Maxe Švabinského v souvislosti s  oslavami 100. výročí jeho narození, v roce 1997 byly ale sejmuty.

### Chrámek přátelství

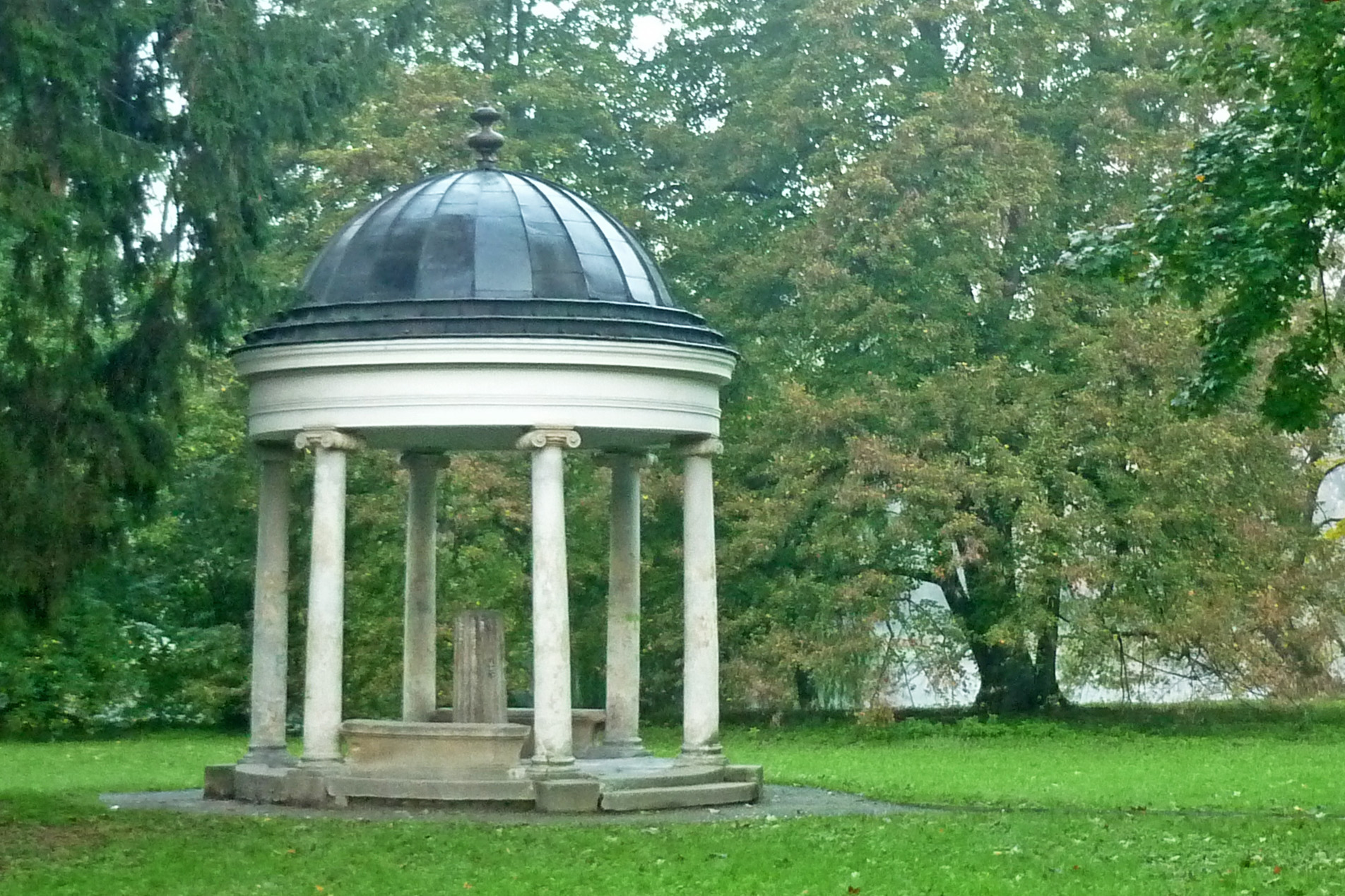
Chrámek přátelství

Byl zřízen v duchu osvícenských myšlenek J.- J. Rouseaua na přelomu 18. a 19. století, stavební úpravy proběhly v 70. letech 19. století. Kruhová stavba tvořená šesticí sloupů s iónskými hlavicemi nesoucími kladí s klenbou a kupolí. Původně stál na ostrůvku v rybníce, ke kterému se jezdilo na loďkách. Později byl příkop zasypán a chrámek tak nyní stojí na travnatém prostranství nedaleko vchodu do parku z ul. Vejvanovského.

### Čínský pavilon
Stojí na ostrově uprostřed Divokého rybníka. Dřevěná romantická stavba v čínském stylu vznikla v 80. letech 19. století. Pavilon byl umístěn na vyvýšeném soklu tvořeném trámovým roštem na pilotách. V nárožích stojí dřevěné sloupy spojené vyřezávaným zábradlím, které nesou dvojstupňovou prohnutě tvarovanou stříšku pokrytou plechem. Kolem roku 1910 byl exteriér barevně upraven. Celková oprava včetně statického zajištění proběhla v letech 2015 – 17 pomocí veřejné sbírky.

### Rybářský pavilon
Byl postaven r. 1839 v neoklasicistním stylu na břehu Dlouhého rybníka podle návrhu Antona Archeho. Získal svou historizující podobu po přestavbě v šedesátých letech 19. století, kdy byl v průčelí instalován litinový ozdobný balkon a nový dekor okenních ostění. Současně byl upraven přilehlý břeh rybníka s širokým schodištěm k vodě.

### Maxmiliánův (Maxův) dvůr
Byl postaven v letech 1841–1845 jako stáje a zázemí určené pro vzorový chov dobytka na nově upravených plochách tzv. Maxmiliánova parku. Architekt Anton Arche navrhl neoklasicistní zámeček včetně čestného nádvoří. Hlavní budova má obdélníkový půdorys, průčelí s iónským sloupořadím má ve střední části schodiště s plastikami ležícího skotu. Nad ním trojúhelníkový tympanon s nápisem Maximilian Ioseph. Název nese podle svého zřizovatele arcibiskupa Maxmiliána Sommerau-Beckha. Dnes je využíván k chovu koní a jako veterinární klinika. Nedaleko byl podle Archeho návrhu vystavěn přízemní domek hlídače v americkém stylu.

### Pompejská (Maxmiliánova) kolonáda

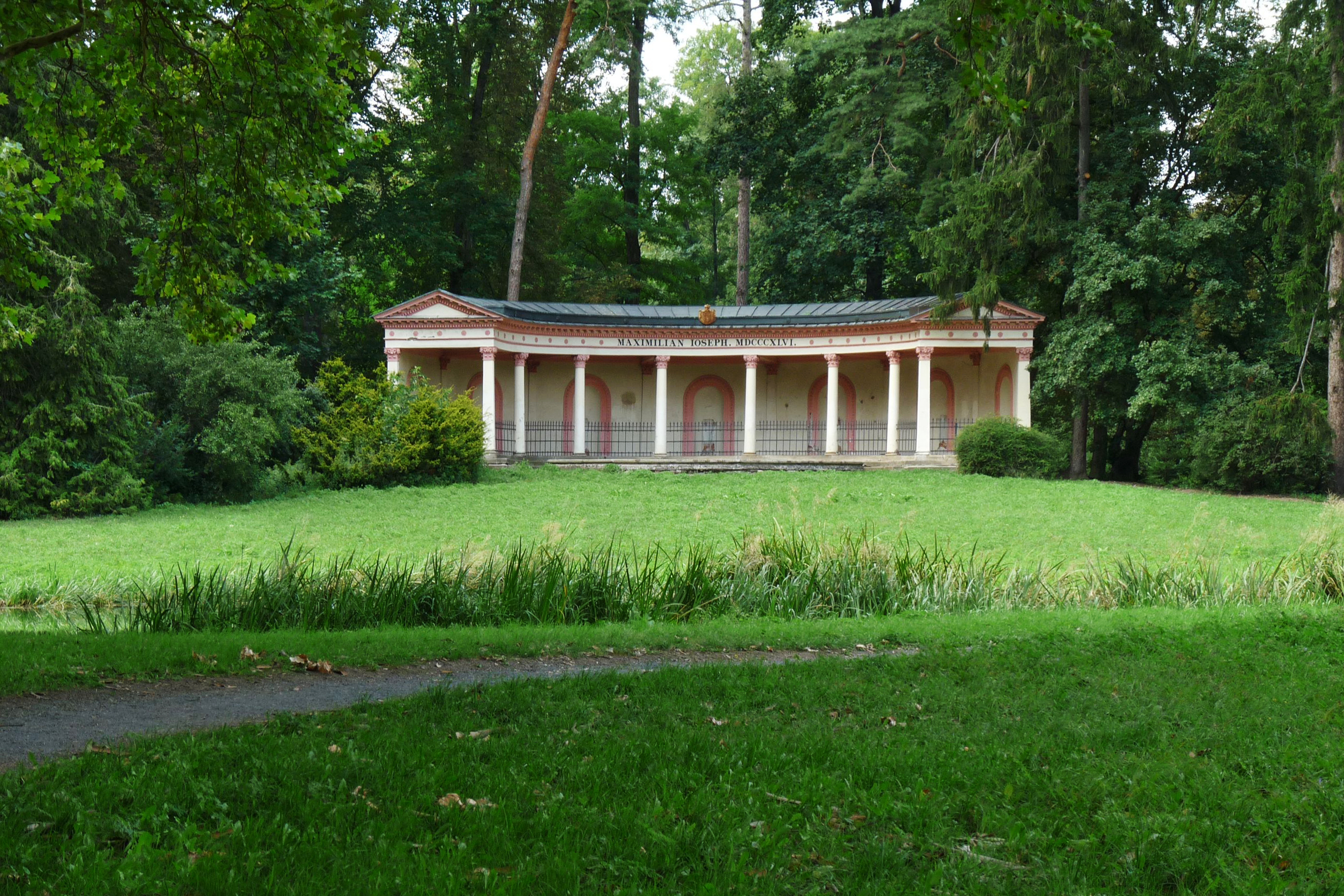
Pompejská kolonáda

Podle návrhu Antona Archeho byla postavena v přední části nového parku na mírném pahorku v r. 1845–6. Stavba na podkovovitém půdorysu, sloupořadí s šesti korintskými sloupy. Na kladí má umístěn nápis „MAXIMILIAN JOSEPH. MDCCCXLVI“, nad kterým je vsazen erb jejího stavebníka arcibiskupa Maxmiliána Josefa Sommerau-Beckha. Upravena byla v r. 1870, kdy byly zazděny původně prosklené oblouky v zadní fasádě a do vzniklých nik byly umístěny tři originální antické bysty a čtyři antikizující bysty z konce 18. stol. Podle nich se původně Maxmiliánově kolonádě začalo říkat Pompejská. Kvůli vandalům musely být odstraněny. Uprostřed bazénu před kolonádou stávala barokní fontána tzv. Lví, pocházející z Květné zahrady. Pramen vody vytékající z bazénu stékal po malých kaskádách do spodního Maxmiliánova rybníčku. V r. 1953 byla Lví fontána vrácena do Květné zahrady a její místo zaujala socha dráčka na skalce.

### Paví dvůr
V závěru 18. století bylo nedaleko Dlouhého rybníka postaveno selské stavení sloužící jako zázemí pro malý statek s dobytkem, drůbeží a ovocným sadem. Současnou podobu s bohatě zdobenou fasádou, inspirovanou švýcarskými hrázděnými domky, získala stavba na konci 19. století.

### Dům zahradníka
Patří k nejstarším stavbám v zahradě, byl postaven mezi léty 1727–1738. Jeho architektura se postupně měnila. Současnou jednoduchou patrovou architekturu domu s valbovou střechou navrhl Anton Arche ve 30. letech 19. století. Bohatě vyřezávaný portikus a balkony ozdobily fasádu v druhé polovině 19. století. Stavba, která si do dnešních dnů dochovala původní obytnou funkci, byla vždy obklopena množstvím květin a kvetoucích keřů.

## Dostupnost
Vstup do Podzámecké zahrady je zdarma a je možné použít hned několik vchodů. Z vlakového i autobusového nádraží se dostanete přes řeku Moravu kolem sloupu se sochou svatého Jana Nepomuckého ke vchodu z Vejvanovského ulice. U vchodu provozuje město prostřednictvím společnosti Kroměřížské technické služby, s.r.o. placené záchytné parkoviště. Z tohoto parkoviště je dostupný i další možný vstup z ulice Ztracená (po ulici Vodní) schodištěm kolem zámku. Další vstup je z ulice Na Kopečku kolem Arcibiskupských vinných sklepů. Další vchody s možností parkování jsou z ulice Kojetínská případně kolem Maxmiliánova dvora z ulice Za zámeckou zahradou.